# Lena Cronqvist
« Lena » Birgitta Cronqvist Tunström, née Cronqvist le 31 décembre 1938 et morte le 29 juillet 2025, est une peintre, graphiste et sculptrice suédoise.
Considérée comme l'une des expressionnistes les plus éminentes de Scandinavie, ses œuvres inspirées de sa biographie comprennent des autoportraits, certains avec son enfant, représentant parfois les aspects désagréables de la vie. Elle illustre les livres de son mari Göran Tunström et créé des lithographies pour l'une des pièces d'August Strindberg.
En tant que sculptrice, elle travaille le verre et le bronze. Ses œuvres sont largement exposées et font partie des collections du Musée national du Danemark à Copenhague et du Moderna Museet à Stockholm.

## Biographie

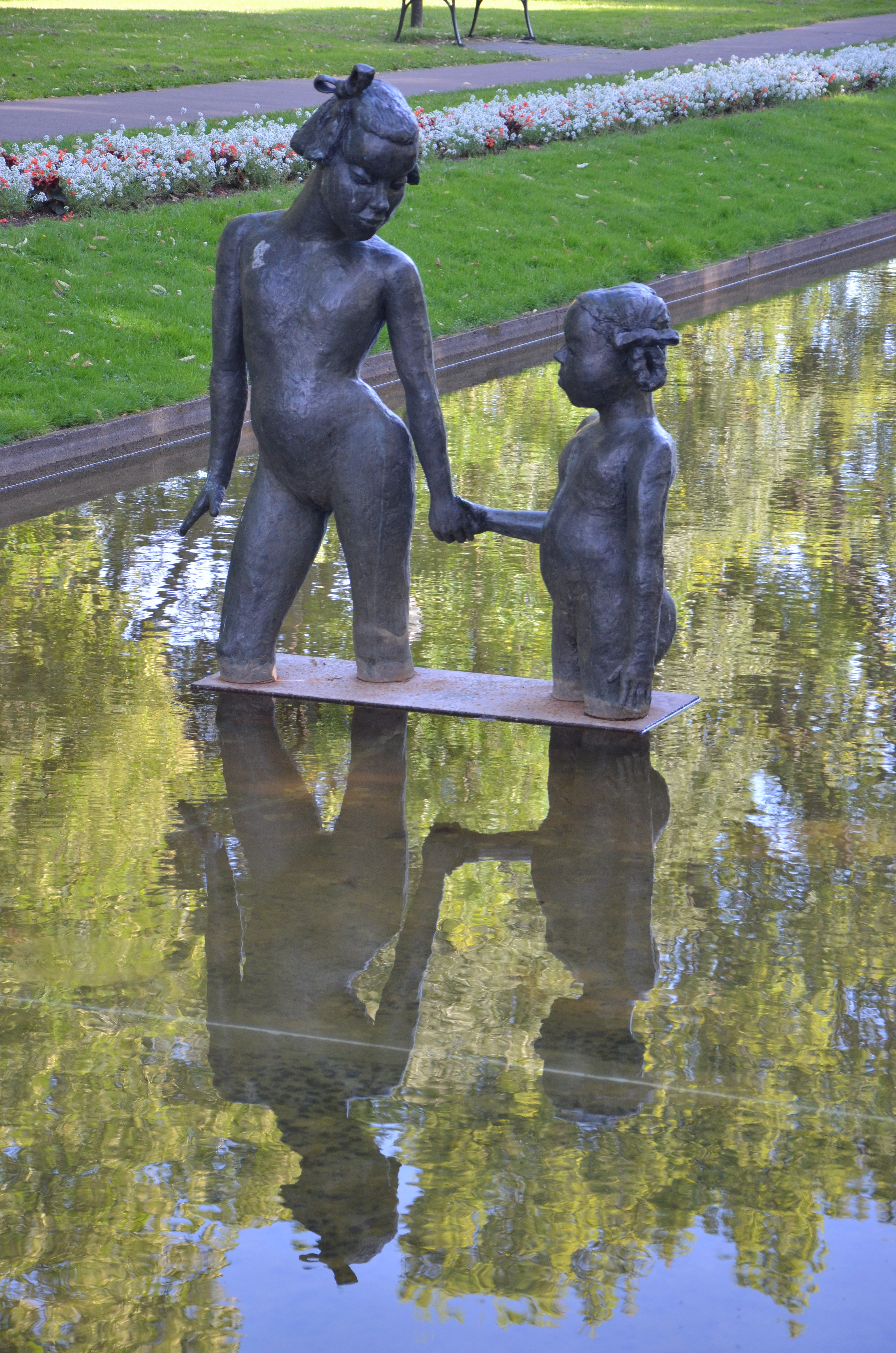
Sculpture Main dans la main de Cronqvist, Karlstad (2010).

Née à Karlstad (Värmland) le 31 décembre 1938, Lena Cronqvist étudie à Konstfack de Stockholm (1958-1959) et à l'Académie royale suédoise des Beaux-Arts (1959-1964). En 1964, elle épouse l'écrivain Göran Tunström, mort en 2000, avec qui elle a un fils, le réalisateur Linus Tunström (sv), né en 1969,.
À 18 ans, elle visite la salle Munch du Musée national de Norvège à Oslo. L'art d'Edvard Munch la marque profondément. Les œuvres qu'elle créé dans sa « série de la mort » rappellent les peintures de Munch.
Elle se fait connaître en Suède au milieu des années 1960, créant non seulement des peintures et des œuvres graphiques, mais aussi des textiles et des sculptures. Ses couleurs vives et intenses contribuent à son expressionnisme plutôt brutal, réintroduisant une approche personnalisée dans l'art suédois. Représentant des scènes d'hôpital, des madones et des filles jouant à des jeux morbides, ainsi que de nombreux portraits biographiques, ses œuvres des années 1960 et 1970 dépeignent souvent des scènes d'angoisse et de maladie. Elle illustre les livres de son mari, Göran Tunström, et créé une série de lithographies pour Ett Drömspel de Strindberg. En tant que sculptrice, elle travaille le verre et le bronze. Ses œuvres sont  largement exposées et font partie des collections du Nationalmuseet et du Moderna Museet à Stockholm.
En 2024, Lena Cronqvist perd la vue. Elle meurt le 29 juillet 2025, à l'âge de 86 ans.

## Récompenses
En 1994, elle reçoit la médaille du Prince Eugène. Lena Cronqvist entretient une relation de longue date avec sa ville natale, Karlstad. Sa sculpture en bronze, « Main dans la main », se trouve dans le Parc des musées de Karlstad. En 2012, la ville lui décerne la bourse Fröding.